# Судилово (Тутаевский район)
Судилово — деревня в Тутаевском районе Ярославской области. Входит в состав Чёбаковского сельского поселения, относится к Чебаковскому сельскому округу.

## География
Расположена в 4 км от ж/д станции Чёбаково на линии Ярославль — Рыбинск, в 14 км на северо-восток от центра поселения посёлка Никульское и в 13 км на юг от райцентра города Тутаев.

## История
Старинное село Судилово располагалось чуть севернее нынешней деревни. Первое упоминание о селе имеется в Писцовых книгах 1628 года «За Ларионом Ильиным сыном Борщовым отца его поместье село Судилово, а в нем церковь во имя Рождества Христова да придел Николы Чудотворца, да Христовы мученицы Парасковеи, нарицаемые Пятницы». В 1764 году на средства прихожан построен каменный храм. Престолов было два: в летней (настоящей) — во имя Рождества Христова, в трапезной (теплой) — во имя святителя Николая, архиепископа Мир Ликийских Чудотворца. . 
В конце XIX — начале XX века село входило в состав Максимовской волости Романово-Борисоглебского уезда Ярославской губернии.
С 1929 года село входило в состав Чебаковского сельсовета Тутаевского района, с 2005 года — в составе Чёбаковского сельского поселения.

## Население
| 1859 | 2002 | 2010 |
| ---- | ---- | ---- |
| 37   | ↘8   | ↗41  |

## Достопримечательности
Близ деревни расположена недействующая Церковь Рождества Христова (1764).